# Квадрагенарій
Квадрагенарій — це термін, що позначає особу віком від 40 до 49 років .
Це критичний етап життя, коли люди зазвичай переосмислюють свої цінності, життєві цілі та амбіції. У цей період багато людей стають більш відкритими до змін, прагнуть до саморозвитку та нових досягнень.

## Походження
Слово «квадрагенарій» має латинське коріння: quadragenarius, що в перекладі означає «сорокарічний». У багатьох мовах існують аналогічні терміни, які підкреслюють значення цього вікового періоду. Наприклад, в англійській мові вживається термін quadragenarian .

## Соціальне значення
У культурі та суспільстві квадрагенарії є важливою групою, оскільки саме в цьому віці починають формуватися нові цінності та пріоритети. Дослідження показують, що більшість людей у віці 40-49 років прагнуть до кардинальних змін у житті, реалізуючи нездійснені бажання і мрії. Це може включати зміну кар'єри, нові захоплення або розвиток особистих відносин.

## Приклади використання
- «Багато квадрагенаріїв стають на новий шлях у кар'єрі або особистому житті, відкриваючи для себе нові можливості.»
- «На етапі квадрагенарію люди часто реалізують свої давні мрії, такі як подорожі або навчання новим навичкам.»

## Цікаві факти
- У цей період люди починають більш усвідомлено підходити до свого здоров'я, фізичної активності та емоційного благополуччя [2].
- Статистика свідчить, що багато квадрагенаріїв досягають успіхів у нових бізнес-ініціативах або творчих проектах, адже накопичений досвід дозволяє їм розширювати свої горизонти[3].

## Вік у міжнародній термінології
Англійською мовою вживаються такі терміни для позначення вікових категорій:
- A person between 10 and 19 years old is called a denarian.
- A person between 20 and 29 is called a vicenarian.
- A person between 30 and 39 is called a tricenarian.
- A person between 40 and 49 is called a quadragenarian[5].
- A person between 50 and 59 is called a quinquagenarian.
- A person between 60 and 69 is called a sexagenarian.
- A person between 70 and 79 is called a septuagenarian.
- A person between 80 and 89 is called an octogenarian.
- A person between 90 and 99 is called a nonagenarian.
- A person between 100 and 109 is called a centenarian.
- A person 110 years old or older is called a supercentenarian.